# 종교학교
종교 학교(宗敎學校) 또는 미션 스쿨(영어: mission school)은 종교 단체에서 선교를 목적으로 설립한 사립 학교이다.

## 개요
보통은 기독교 학교를 가리키는 말로 많이 인식되지만, 특정 종교가 아니더라도 종교 계열 재단에서 설립한 학교라면 모두 종교학교라고 할 수 있다. 설립 이념이나 교훈(校訓)에 종교적인 내용을 담고 있는 경우가 많으며, 정규 교육 과정에 종교 관련 학과를 개설하거나, 종교 학과가 없더라도 채플 등의 종교 교육 시간을 운영하는 것이 특징이다.

## 기원
16세기 인도에서 영국 선교사들이 기독교 전파를 위해 설립한 학교가 종교학교의 기원으로 인식되고 있으며, 20세기 이후 종교들의 해외 선교가 본격화되면서 세계 각지에 여러 종교의 학교가 세워졌다.

### 한국에서의 종교학교
1886년 호러스 그랜트 언더우드가 설립한 경신학교(현 연세대학교)와 메리 스크랜튼이 설립한 이화학당(현 이화여자고등학교 및 이화여자대학교)이 한국 종교학교의 효시로 여겨진다. 20세기 이후 한국에 들어온 개신교 선교사들에 의해 다수의 종교학교들이 한국에 세워졌으며, 해방 이후 남한에는 개신교뿐 아니라 로마 가톨릭교회, 불교, 기타 민족종교 등에서도 종교학교를 설립하였다. 북조선에서는 종교 활동이 금지되었고, 본래 남한 영토였던 개성시 등이 한국 전쟁 이후 북조선에 편입됨에 따라 한국 전쟁을 전후하여 많은 종교학교들이 남한으로 옮겨와 정착하였다.

## 종교학교의 구분
- 신학교: 종교 성직자나 지도자, 종교 관련 종사자를 양성하는 학교. 총신대학교, 장로회신학대학교, 감리교신학대학교 등.
- 종교학교: 일반 학교 교육과정을 운영하면서 종교 교육을 병행하는 학교. 신학교에서 발전하여 일반 대학이 된 학교나 일반 대학에 신학, 종교학 과정 등을 운영하는 경우도 포함된다. 연세대학교, 서강대학교 등.
- 종교 계열 학교: 일반 학교 중 종교색을 띠지는 않으나, 설립 재단이 종교와 밀접한 관련이 있거나 종교적 지향점을 갖고 있는 학교. 한양대학교, 세종대학교 등.

## 같이 보기
- 기독교 학교
- 종교재단 대학